# Прямой подвод энергии и материала
Прямой подвод энергии и материала (англ. Directed Energy Deposition, DED) — технология аддитивного производства, при которой материал (обычно в виде порошка или проволоки) плавится с помощью направленного источника энергии, такого как лазер, электронный луч или плазменная дуга, и осаждается слой за слоем для создания или ремонта объектов. DED широко применяется в промышленности, особенно в аэрокосмической, автомобильной и энергетической отраслях, благодаря своей способности создавать сложные металлические детали, включая градиентные и многоматериальные структуры, а также восстанавливать повреждённые компоненты.

## Принцип работы
В процессе направленного энергетического осаждения (DED) материал подаётся через сопло, установленное на многоосевой манипулятор (обычно с 4 или 5 осями), что позволяет осаждать материал под любым углом. Источник энергии фокусируется на точке осаждения, создавая локальную зону расплава (melt pool), куда поступает сырьё. После затвердевания материала сопло перемещается по заданной траектории, формируя объект на основе данных компьютерного моделирования (САПР). Процесс часто проводится в контролируемой среде (например, в инертной атмосфере или вакууме), чтобы предотвратить окисление, особенно при работе с реактивными металлами, такими как титановые сплавы. Важно отметить, что расходный материал, однажды использованный в процессе плавления, не подлежит повторному применению из-за изменения его структуры и свойств.
Существует несколько разновидностей DED:
- Лазерное осаждение (L-DED): использует лазер для плавления порошка или проволоки (например, технология Laser Engineered Net Shaping, LENS).
- Электронно-лучевое осаждение (EB-DED): применяется электронный луч в вакууме (например, Electron Beam Additive Manufacturing, EBAM).
- Плазменно-дуговое осаждение (WAAM): использует электрическую дугу и проволоку, что делает его экономически выгодным для крупномасштабного производства.

## История
Истоки технологии DED уходят корнями в сварочные процессы начала XX века. В 1920 году Ральф Бейкер запатентовал метод использования электрической дуги и металлического электрода для создания слоистых структур (патент США № 1,533,300). В середине 80-х годов активно развивались лазерные технологии закалки, сварки, резки, легирования, аморфизации или маркировки. Трехмерная лазерная наплавка была прототипом технологии 3D печати методом DED. Современные методы DED начали развиваться в середине 1990-х годов, когда Sandia National Laboratories представили технологию Laser Engineered Net Shaping (LENS), позже коммерциализированную компанией Optomec Inc. Существовали и другие, практически похожие походы, как:
- направленное нанесение металла (Direct Metal Deposition (DMD) от POM, AeroMet, Accufusion Inc. и Michigan University, USA, 1993);
- объемная лазерная наплавка (3D Laser Cladding, Liverpool University, UK, 1994);
- объемная лазерная сварка (3D Laser Welding, Southern Methodist University, USA, 1999);
- объемная лазерная генерация (3D Laser generating, Fraunhofer-Institute of Production Technology (IPT), Germany, 1994).[3]

За прошедшие годы DED эволюционировал, находя все больше своих сторонников, например, в ремонте и производстве высокоточных деталей.

## Преимущества и недостатки

### Преимущества
- Высокая скорость осаждения (до 11 кг материала в час в некоторых системах, например, EBAM).
- Возможность создания градиентных и многоматериальных структур за счёт комбинирования различных металлов в одном цикле производства.
- Эффективное использование материала, так как осаждается только необходимое количество сырья.
- Подходит для ремонта существующих деталей, что снижает затраты по сравнению с полной заменой.

### Недостатки
- Низкое разрешение и шероховатая поверхность, что часто требует последующей механической обработки.
- Невозможность повторного использования расходного материала из-за термических изменений.
- Ограничения в создании сложных внутренних структур из-за отсутствия поддержки для нависающих элементов.
- Неприменимость метода для пластиков и керамики, так как DED ориентирован преимущественно на металлы и их сплавы.

## Применение
DED нашёл применение в различных отраслях:
- Аэрокосмическая промышленность: производство и ремонт турбинных лопаток, топливных баков для спутников (например, Lockheed Martin использует EBAM для титановых деталей).
- Автомобильная промышленность: создание прототипов и лёгких конструкций.
- Энергетика: восстановление изношенных компонентов турбин и генераторов.

## Ремонт и восстановление деталей
Одним из ключевых преимуществ DED является его способность к ремонту и восстановлению деталей. Технология позволяет наносить материал непосредственно на повреждённые участки, восстанавливая геометрию и функциональность компонентов. Это особенно востребовано для дорогостоящих изделий, таких как турбинные лопатки, валы и пресс-формы, где полная замена экономически нецелесообразна. Например, компании в аэрокосмической отрасли используют DED для ремонта деталей из титановых и никелевых сплавов, продлевая их срок службы .

## Ведущие компании-производители
Ниже приведён список наиболее известных компаний, производящих оборудование для DED:
- Optomec Inc. (США) — разработчик технологии LENS .
- Sciaky Inc. (США) — производитель систем EBAM .
- Meltio (Испания) — оборудование на основе лазерного осаждения проволоки и порошка .
- AddUp (Франция) — системы DED для аэрокосмической отрасли .
- ИЛИСТ (Санкт-Петербург, Россия) — интегратор и поставщик решений для прямого лазерного выращивания .
- Термолазер (Владимирская обл., Россия) — оборудование для лазерной наплавки порошком .

## Сравнение с другими технологиями
В отличие от технологий селективного лазерного плавления порошков (Powder Bed Fusion), DED не требует создания порошковых поддержек, но уступает в точности и качестве поверхности. По сравнению с традиционной сваркой (например, TIG-сварка), DED обеспечивает меньшую зону термического воздействия и более высокую точность.

## Сравнение методов
Ниже представлена таблица сравнения методов L-DED, EB-DED, WAAM и TIG по ключевым параметрам:
| Параметр           | L-DED                       | EB-DED                   | WAAM                    | TIG                       |
| ------------------ | --------------------------- | ------------------------ | ----------------------- | ------------------------- |
| Скорость осаждения | Средняя (0,5–2 кг/ч)        | Высокая (до 11 кг/ч)     | Высокая (до 5–10 кг/ч)  | Низкая (0,1–0,5 кг/ч)     |
| Расход сырья       | Средний (порошок/проволока) | Высокий (проволока)      | Низкий (проволока)      | Низкий (электроды)        |
| Точность           | Высокая (0,1–0,5 мм)        | Средняя (0,5–1 мм)       | Низкая (1–3 мм)         | Средняя (0,5–2 мм)        |
| Материалы          | Металлы (Ti, Ni, Al, сталь) | Металлы (Ti, Ni, сталь)  | Металлы (сталь, Al, Ti) | Металлы (сталь, Al, Ti)   |
| Особенности        | Точность, гибкость          | Высокая скорость, вакуум | Экономичность, масштабы | Простота, ручной контроль |

## Перспективы развития
Исследования в области DED сосредоточены на повышении скорости осаждения, улучшении качества поверхности и разработке новых материалов. Гибридные системы, сочетающие DED с традиционной механической обработкой, становятся всё более популярными, позволяя создавать готовые изделия с минимальной постобработкой.